# 琳達·雅克里諾
琳達·雅克里諾（英語：Linda Yaccarino，1963年12月21日—）是一名美國媒體主管，曾擔任NBC環球公司的廣告銷售主席。2023年5月12日，伊隆·馬斯克宣布雅克里諾將接替他成為X公司的執行長，後雅克里諾於2025年7月9日辭職。

## 早年生活和教育
雅克里諾在紐約州長島迪爾帕克長大。她有義大利裔血統。她於1985年畢業於賓夕法尼亞州立大學的唐納德·P·貝利薩里奧通訊學院，獲得電信學士學位。

## 職業生涯
雅克里諾在透納娛樂公司工作了15年，成為廣告銷售的執行副總裁兼營運長，她在開發創新的廣告和營銷解決方案中發揮了關鍵作用。雅克里諾於2011年10月加入NBC環球公司。作為NBC環球公司的廣告銷售主管，她在推出孔雀串流媒體服務方面發揮了關鍵作用。
雅克里諾於2014年加入廣告委員會。2018年，唐納德·川普總統任命她為總統體育、健身和營養委員會成員。雅克里諾於2021年1月成為廣告委員會的董事會主席，任期至2022年6月30日。作為主席，雅克里諾在2021年與拜登政府合作，創建一個以教宗方濟各為主角的冠状病毒病疫苗運動。她還主持了世界經濟論壇的未來工作任務組。
雅克里諾於2023年5月12日從NBC環球公司辭職，同一天，伊隆·馬斯克宣布雅克里諾將成為X公司的新執行長。關於她的任命，《金融時報》指出馬斯克對世界經濟論壇持懷疑態度，而雅克里諾與該組織有聯繫，他此前曾批評該組織「日益成為一個未經選舉的世界政府」。馬斯克向粉絲們保證，他不認為雅克里諾與世界經濟論壇的聯繫阻礙了他對言論自由的承諾，在談到她被任命為X公司執行長時寫道，「對開源透明和接受廣泛觀點的承諾沒有改變」。
2025年7月9日，雅克里諾宣佈請辭X公司執行長。

## 個人生活
雅克里諾和她的丈夫克勞德·馬德拉索（Claude Madrazo）有兩個孩子。他們住在紐約州西克利夫。

## 外部連結
- 琳達·雅克里諾的X（前Twitter）
- 维基共享资源上的相關多媒體資源：琳達·雅克里諾